# Money for Nothing
„Money for Nothing“ je skladba britské rockové skupiny Dire Straits, která vyšla na jejich albu Brothers in Arms v roce 1985. Následně se také objevila ve zkrácené verzi na kompilačních albech Money for Nothing, Sultans of Swing: The Very Best of Dire Straits, a The Best of Dire Straits & Mark Knopfler: Private Investigations.
Jedná se o komerčně nejúspěšnější skladbu Dire Straits. V roce 1986 dostala cenu Grammy za nejlepší rockový výkon dua nebo skupiny a cenu Videoklip roku na MTV Video Music Awards.
Časopis Rolling Stone skladbu označil za 94. nejlepší kytarovou píseň všech dob.

## Text
Mark Knopfler popsal psaní písně v rozhovoru z roku 1984 s kritikem Billem Flanaganem:
„Vedoucí postava v „Money for Nothing“ je člověk, který pracuje v hardwarovém oddělení v obchodě s televizí / vlastními kuchyní / lednicí / mikrovlnnou troubou a zpívá píseň. Píseň jsem napsal, když jsem skutečně byl obchodě. Půjčil jsem si kousek papíru a začal psát skladbu v tom obchodě. Chtěl jsem použít hodně jazyka, který ten chlap ve skutečnosti používal, když jsem ho slyšel, aby text byl opravdovější.“
V roce 2000 se Knopfler objevil v pořadu Parkinson na BBC One a znovu vysvětlil, odkud texty pocházejí. Podle Knopflera byl v New Yorku a zastavil se v obchodě se spotřebiči. V zadní části obchodu měli zeď televizorů, které byly naladěny na MTV. Knopfler uvedl, že tam pracuje muž oblečený v baseballové čepici, pracovních botách a kostkované košili, který doručuje krabice, které stály vedle něj a pozoroval jej. Když tam stáli a pozorovali MTV, vzpomíná si Knopfler na muže, který přichází s větami jako „co je to, havajské zvuky? ... to nefunguje,“ atd. Knopfler požádal o pero, aby si napsal některé z těchto vět a mohl je použít do textu písně.
Text k písni byl kritizován jako homofobní a na mnoha koncertech byl lehce pozměněn.

## Hudební video
Hudební video k písni obsahuje časnou počítačovou animaci ilustrující texty. Video bylo jedním z prvních použití počítačových animovaných lidských postav a bylo považováno za průlomové v době jeho vydání.
Knopfler původně nebyl z této podoby videa nadšený, ale MTV na tomto formátu trvala. Ředitel Steve Barron z Rushes Postproduction (společnost pro tvorbu vizuálních efektů a postprodukci) v Londýně byl kontaktován vydavatelstvím Warner Bros. Records, aby přesvědčil Knopflera o vzniku videa. Mark Knopfler byl velmi proti videu - myslel si, že videa zničí výsadní pozici skladatelů a interpretů. Barron za Knopflerem odletěl na koncert do Budapešti kde ho nakonec za pomoci jeho přítelkyně přesvědčil tím, že na MTV zajímavá videa chybí a proto je toto výborný nápad.
Animaci vytvořili Ian Pearson a Gavin Blair pomocí pracovního systému Bosch FGS-4000 CGI a systému Quantel Paintbox. Animátoři poté pokračovali ve studiu počítačové animace Mainframe Entertainment (dnes Rainmaker Studios). Video také zahrnuje scénické záběry z vystoupení Dire Straits s částečně rotoskopickou animací v jasných neonových barvách, které jsou vidět i na obálce stejnojmenného kompilačního alba.